# Pothos hellwigii
Pothos hellwigii är en kallaväxtart som beskrevs av Adolf Engler. Pothos hellwigii ingår i släktet Pothos och familjen kallaväxter. Inga underarter finns listade.